# Gobierno provisional de la Yugoslavia Federal Democrática
El Gobierno provisional de la Yugoslavia Federal Democrática (en serbocroata: Privremena vlada Demokratske Federativne Jugoslavije/ transliterado «Привремена влада Демократске Федеративне Југославије») fue una institución soberana de carácter provisional que se formó a partir del Gobierno yugoslavo en el exilio y el Comité Nacional para la Liberación de Yugoslavia (NKOJ). Existió entre 7 de marzo y el 29 de noviembre de 1945, cuando fue instaurada oficialmente la República Federal Popular de Yugoslavia.

## Historia

### Orígenes
Desde 1943, además del Gobierno yugoslavo en el exilio, los partisanos de Josip Broz Tito habían organizado un Consejo Antifascista de Liberación Nacional de Yugoslavia (AVNOJ) que hacía las funciones de gobierno en el interior del país. Los aliados occidentales habían presionado al gobierno en el exilio en aras de una mayor cooperación con las Fuerzas de Tito y en perjuicio de los "Chetniks" de Draža Mihajlović, cuyas fuerzas para entonces habían perdido toda confianza para los Aliados. El primer ministro yugoslavo en el exilio, el croata Ivan Šubašić, había nombrado a Tito líder de toda la resistencia yugoslava a finales de agosto de 1944.
El 1 de noviembre de 1944 Tito y el primer ministro Šubašić alcanzaron un preacuerdo. El AVNOJ se convertiría oficialmente en el parlamento nacional y se formaría un gobierno de unidad con 12 miembros del Comité Nacional de Liberación y 6 del gobierno en el exilio. En el futuro se celebrarían elecciones y se decidiría el modelo estatal, permaneciendo el rey hasta entonces en el extranjero y representado por 3 regentes en Yugoslavia. El rey Pedro II rechazó de plano el acuerdo, aunque lo aceptó finalmente tras fuertes presiones británicas.
Para entonces el Ejército partisano, con el apoyo del Ejército Rojo, habían recuperado Belgrado, así como gran parte de Serbia y Macedonia. Šubašić y su gobierno llegaron a Belgrado el 16 de febrero de 1945, mientras que el rey aceptaba dar poderes a Tito y se creaba con un Consejo de Regencia para gestionar el traspaso de poderes.

### Formación del nuevo gobierno
El 6 de marzo de 1945 el AVNOJ recibió la dimisión del Comité de Liberación, a la vez que renunciaban los ministros en el exilio, todo para formar el nuevo gobierno de unidad nacional. El gabinete de unidad nacional, controlado ampliamente por Tito, se formó el 7 de marzo, único acto de la junta de regencia. De los 28 miembros del gabinete 20 eran antiguos miembros del Consejo Nacional de Liberación y únicamente 3 eran ajenos a los partisanos. El antiguo Primer ministro Šubašić fue nombrado ministro de Exteriores del gobierno. El 9 de marzo, Tito realizó una declaración en Radio Belgrado. 
El nuevo gobierno fue rápidamente reconocido por los Estados Unidos, Gran Bretaña y la Unión Soviética, así como por otros gobiernos de cierta importancia.
La guerra estaba próxima a su fin. Berlín cayó en manos del Ejército soviético el 2 de mayo de 1945, y Zagreb fue tomada por los partisanos el 9 de mayo, por la tarde, sin encontrar resistencia. Esto supuso el colapso final del Estado Independiente de Croacia, que se había mantenido aliado junto a Hitler hasta el final. A pesar de la rendición de la Alemania nazi, los combates todavía se alargarían en Eslovenia durante algunos días más, hasta la tarde del 15 de mayo.

### Hacia la República
Los tres miembros del gabinete no favorables a Tito abandonaron pronto el gobierno. El Vice primer ministro Milan Grol dimitió en el mes de agosto en protesta porque, según él, el gobierno no respetaba los principios democráticos ni de libertad de expresión. Šubašić, junto con el ministro sin cartera Juraj Šutej, lo harían el 11 de octubre.
A pesar de las disensiones existentes entre los comunistas y los antiguos miembros del gobierno en el exilio, Tito no tomó ninguna decisión sobre la forma de estado. De hecho, cuando el 26 de junio el gobierno provisional firmó la llamada Carta de las Naciones Unidas, lo hizo empleando solamente el término "Yugoslavia", sin hacer ninguna referencia a la fórmula monárquica o republicana. El descontento del rey Pedro con la situación iba en aumento, por lo que decidió retirar el poder otorgado a los regentes, aunque la medida no tuvo ningún efecto. Mientras tanto, el gobierno de Tito ya había emprendido la represión de los antiguos adversarios y colaboracionistas, tanto los del movimiento serbio "Chetnik" como los fascistas "Ustachas" del Estado Independiente de Croacia.
El 11 de noviembre se celebraron las primeras elecciones yugoslavas de la posguerra, tal y como se hubiera acordado. Tito y los comunistas concurrieron a los comicios bajo la coalición del Frente Unitario Nacional de Liberación, logrando obtener un triunfo aplastante con un 90% de los votos. Por su parte, los monárquicos se negaron a participar en las elecciones y las boicotearon, lo que no hizo más que consolidar la victoria de la coalición comunista. Tito disfrutaba de una enorme popularidad entre la población debido a su imagen como libertador de Yugoslavia. Unas semanas después, 29 de noviembre de 1945, el nuevo parlamento electo aceptaba la nominación de Tito al cargo de Primer ministro y a su vez proclamó la República Federativa Popular de Yugoslavia. Pedro II, aislado y sin apoyos, nunca pudo volver a Yugoslavia; algunos años después se marcharía a los Estados Unidos, donde falleció en 1970.

## Miembros del gabinete
| Nombre                | Cargo                                        |  | Partido                                | Notas                    |
| Josip Broz Tito       | Primer ministro, ministro de Defensa         |  | Frente Unitario Nacional de Liberación |                          |
| Milan Grol            | Vice primer ministro                         |  | Partido Democrático                    | Dimite el 18 de agosto.  |
| Edvard Kardelj        | Vice primer ministro, ministro constituyente |  | Frente Unitario Nacional de Liberación |                          |
| Ivan Šubašić          | Ministro de Asuntos exteriores               |  | Partido Campesino Croata               | Dimite el 11 de octubre. |
| Josip Smodlaka        | Ministro sin cartera                         |  | Frente Unitario Nacional de Liberación |                          |
| Juraj Šutej           | Ministro sin cartera                         |  |                                        | Dimite el 18 de agosto.  |
| Sreten Žujović        | Ministro de Finanzas                         |  | Frente Unitario Nacional de Liberación |                          |
| Drago Marušić         | Ministro de Correos, Telégrafos y Teléfonos  |  | Frente Unitario Nacional de Liberación |                          |
| Frane Frol            | Ministro de Justicia                         |  | Frente Unitario Nacional de Liberación |                          |
| Vlada Zečević         | Ministro de Asuntos internos                 |  | Frente Unitario Nacional de Liberación |                          |
| Todor Vujasinović     | Ministro de Transportes                      |  | Frente Unitario Nacional de Liberación |                          |
| Andrija Hebrang       | Ministro de Industria                        |  | Frente Unitario Nacional de Liberación |                          |
| Nikola Petrović       | Ministro de Comercio y Suministros           |  | Frente Unitario Nacional de Liberación |                          |
| Vladislav S. Ribnikar | Ministro de Educación                        |  | Frente Unitario Nacional de Liberación |                          |
| Sava Kosanović        | Ministro de Información                      |  |                                        |                          |
| Zlatan Sremec         | Ministro de Salud Pública                    |  |                                        |                          |
| Bane Andrejev         | Ministro de Minas                            |  | Frente Unitario Nacional de Liberación |                          |
| Vaso Čubrilović       | Ministro de Agricultura                      |  | Frente Unitario Nacional de Liberación |                          |
| Sulejman Filipović    | Ministro de Bosques                          |  | Frente Unitario Nacional de Liberación |                          |
| Anton Kržišnik        | Ministro de Asuntos Sociales                 |  | Frente Unitario Nacional de Liberación |                          |
| Sreten Žujović        | Ministro de finanzas                         |  | Frente Unitario Nacional de Liberación |                          |
| Sreten Vukosavljević  | Ministro de Colonización                     |  | Frente Unitario Nacional de Liberación |                          |
| Rade Pribićević       | Ministro de Construcción                     |  | Frente Unitario Nacional de Liberación |                          |
| Edvard Kocbek         | Ministro de Eslovenia                        |  | Frente Unitario Nacional de Liberación |                          |
| Jaša Prodanović       | Ministro de Serbia                           |  | Frente Unitario Nacional de Liberación |                          |
| Rodoljub Čolaković    | Ministro de Bosnia y Herzegovina             |  | Frente Unitario Nacional de Liberación |                          |
| Milovan Đilas         | Ministro de Montenegro                       |  | Frente Unitario Nacional de Liberación |                          |
| Emanuel Čučkov        | Ministro de Macedonia                        |  | Frente Unitario Nacional de Liberación |                          |
| Pavle Gregorić        | Ministro para Croacia                        |  | Frente Unitario Nacional de Liberación |                          |